# Chiasmopes signatus
Espèce
Synonymes
- Spencerella signata Pocock, 1902

Chiasmopes signatus est une espèce d'araignées aranéomorphes de la famille des Pisauridae.

## Distribution
Cette espèce est endémique du Cap-Oriental en Afrique du Sud,.

## Description
La femelle holotype mesure 13 mm.

## Publication originale
- Pocock, 1902 : Descriptions of some new species of African Solifugae and Araneae. Annals and Magazine of Natural History, sér. 7, vol. 10, p. 6-27 (texte intégral).